# San José Ocotillos
San José Ocotillos es una localidad de México perteneciente al municipio de Huasca de Ocampo en el estado de Hidalgo.

## Geografía
La localidad se encuentra en la región geográfica de la Comarca Minera; le corresponden las coordenadas geográficas 20° 12’ 27.317” de latitud norte y 98° 36’ 50.665” de longitud oeste, con una altitud de 2302 m s. n. m. Se encuentra a una distancia aproximada de 3.98 kilómetros al oeste de la cabecera municipal, Huasca.
En cuanto a fisiografía se encuentra dentro de las provincia del Eje Neovolcánico, dentro de la subprovincia de Llanuras y Sierras de Querétaro e Hidalgo; su terreno es de llanura y lomerío. En lo que respecta a la hidrografía se encuentra posicionado en la región del río Panuco, dentro de la cuenca del río Moctezuma, en la frontera de las subcuencas del río Metztitlán. Cuenta con un clima templado subhúmedo con lluvias en verano, de mayor humedad.

## Demografía
En 2020 registró una población de 1059 personas, lo que corresponde al 6.01 % de la población municipal. De los cuales 513 son hombres y 546 son mujeres. Tiene 284 viviendas particulares habitadas.
| Gráfica de evolución demográfica de San José Ocotillos entre 1940 y 2020                     |
|                                                                                              |
| Población de los censos y conteos del Instituto Nacional de Estadística y Geografía (INEGI). |

## Economía
La localidad tiene un grado de marginación alto y un grado de rezago social bajo.